# Salamrejo (Selopampang)
Salamrejo is een bestuurslaag in het regentschap Temanggung van de provincie Midden-Java, Indonesië. Salamrejo telt 1369 inwoners (volkstelling 2010).